# Anomaluroidea
Anomaluroidea – nadrodzina gryzoni z infrarzędu wiewiórolotkowych (Anomaluromorphi) w obrębie podrzędu Supramyomorpha.

## Systematyka
Do infrarzędu Anomaluromorphi należą następujące występujące współcześnie rodziny:
- Zenkererllidae Matschie, 1898 – nielotki
- Anomaluridae P. Gervais, 1849 – wiewiórolotkowate

Opisano również rodziny wymarłe:
- Nementchamyidae Marivaux, Essid, Marzougui, Khayati Ammar, Merzeraud, Tabuce & Vianey-Liaud, 2015
- Nonanomaluridae Pickford, Senut, Musalizi & Musiime, 2013
- Zegdoumyidae Vianey-Liaud, Jaeger, Hartenberger & Mahboubi, 1994

Rodzaj wymarły o niepewnej pozycji systematycznej i nie zaliczany do żadnej z powyższych rodzin:
- Downsimys Flynn, Jacobs & Cheema, 1986 – jedynym przedstawicielem był Downsimys margolisi Flynn, Jacobs & Cheema, 1986